# Estancia de Canal
Estancia de Canal är en ort i Mexiko.   Den ligger i kommunen San Miguel de Allende och delstaten Guanajuato, i den centrala delen av landet, 230 km nordväst om huvudstaden Mexico City. Estancia de Canal ligger 2 019 meter över havet och antalet invånare är 273.
Terrängen runt Estancia de Canal är kuperad åt sydost, men åt nordväst är den platt. Runt Estancia de Canal är det ganska tätbefolkat, med 96 invånare per kvadratkilometer. Närmaste större samhälle är San Miguel de Allende, 6,3 km norr om Estancia de Canal. Trakten runt Estancia de Canal består i huvudsak av gräsmarker.